# I draghi dell'estate di fuoco
I draghi dell'estate di fuoco (Dragons of Summer Flame) scritto da Margaret Weis e Tracy Hickman e pubblicato dalla TSR nel 1995, è un romanzo fantasy della saga di Dragonlance. Anche se, in molte diciture, esso si può trovare affiancato agli altri tre libri delle Cronache di Dragonlance (I draghi del crepuscolo d'autunno, I draghi della notte d'inverno, I draghi dell'alba di primavera), come se fosse un capitolo conclusivo della vicenda, questa approssimazione è cronologicamente sbagliata: le vicende narrate in quest'opera, infatti, sono narrativamente slegate dalla guerra delle lance di cui si racconta negli altri tre libri, ai quali essa è affiancata solo per la somiglianza del titolo.

## Trama
Ambientato circa una ventina d'anni dopo le avventure narrate nelle Leggende, il racconto si snoda attorno ai figli degli Eroi delle Lance, che abbiamo già incontrato ne La seconda generazione. È passato infatti troppo tempo dalla vecchia guerra, e i compagni a cui eravamo abituati sono ormai stanchi e attempati: di loro ci è concesso incontrare soltanto Tanis, Caramon e Tika, oltre, naturalmente, all'immancabile Tasslehoff! E, a sorpresa, anche il vecchio Raistlin ritorna dall'Abisso per dare il suo contributo alla guerra che si sta preparando.
I signori dei draghi, infatti, sono tornati al potere ed hanno imparato dai propri errori. Quest'ultimo libro ci presenta due guerre parallele, dove una semplice battaglia tra due schieramenti per la conquista di Ansalon si trasforma in un conflitto di proporzioni immani, che vede uomini e dèi uniti contro il comune nemico, il Chaos.
Nella preparazione al conflitto, seguiremo nel loro cammino i nuovi personaggi ed impareremo a conoscerli a fondo. Conosceremo Palin, il giovane mago figlio di Caramon, così simile allo zio che non ha mai conosciuto. Conosceremo Steel, servo della Regina delle Tenebre, lacerato dal perenne conflitto fra l'onore del padre e la malvagità della madre. Conosceremo Usha, la ragazzina umana allevata dagli Irda, dotata di strani occhi dalle pupille dorate.
Sebbene sia scritto dagli stessi autori delle Cronache e delle Leggende, I draghi dell'Estate di Fuoco è venato di una malinconia che era assente nelle altre opere. L'esito della battaglia finale introdurrà al mondo della Quinta Era, privo della sua magia e degli eroi che così a lungo hanno fatto battere il cuore.

## Edizioni
- Margaret Weis - Tracy Hickman, I draghi dell'estate di fuoco, traduzione di Annarita Guarnieri, collana Armenia, Armenia, 1995,  p. 549, ISBN 88-344-0838-1.